# Pavel Ivanič
Pavel Ivanič, též Pavol Ivanič (9. dubna 1924 – ???), byl slovenský a československý politik Komunistické strany Slovenska, poslanec Sněmovny lidu Federálního shromáždění za normalizace.

## Biografie
K roku 1971 se profesně uvádí jako dělník. K roku 1976 jako předseda Závodního výboru KSČ. Ve volbách roku 1971 zasedl do Sněmovny lidu (volební obvod č. 181 - Žiar nad Hronom, Středoslovenský kraj). Mandát obhájil ve volbách v roce 1976 (obvod Žiar nad Hronom) a ve FS setrval až do konce funkčního období, tedy do voleb v roce 1981.